# Вемана
Вемана (телугу:వేమన, 1652 —1730) — індійський поет та філософ, що складав свої твори мовою телугу, за часів занепаду імперії Великих Моголів.

## Життєпис
Походив з родини сільських старост або дрібним володарів. Народився у селі або містечку на території сучасного штату Андхра-Прадеш. Відомостей про його життя немає. Частина вчених відносить роки життя до XVI ст. Однак, більшість дослідників, мову Вемани, його світосприйняття і поетики міцно пов'язують з традиціями XVIII ст. Вів життя відлюдника, мандрівника, був одним з останніх бгакті на півдні Індії. Став прихильником аскези та йоги. Ще за життя його вважали святим.

## Творчість

### Філософія
Був моралістом, що проповідував часто сповнені глибокої життєвої правди істини, пристрасний проповідник бгакті, безжалісний сатирик, висміював ідолопоклонство і обрядову форму всіх релігій.
Вемана відкидав касти і висловлював думки, гранично радикальні для Індії свого часу, де і два століття потому сидіти за одним столом з шудри вважалося ганьбою. Світогляд відповідає своєму часові: його вільні мотиви сусідять з проповіддю релігійного аскетизму самовдосконалення.

### Поезія
Вірші складалися з 3 або 4 рядків. Вірші Вемани були популярними на південному сході Індостану, його афоризми, прислів'я та приказки увійшли в розмовну мову телугу. Його стиль отримав назву «Чаатупад'ям» — вірш з прихованим змістом. Усього в його доробку близько 100 поем.